# The Dark End of the Street
The Dark End of the Street est une chanson de musique soul écrite et composée  par Dan Penn (en) et Chips Moman et interprétée par le chanteur américain James Carr. Sortie en single en janvier 1967, elle est extraite de l'album You Got My Mind Messed Up.
Chanson sur l'infidélité, elle est la plus connue de James Carr,. Elle atteint la 10e place du classement Hot Rhythm & Blues Singles du magazine américain Billboard en mars 1967 et la 77e du Billboard Hot 100 en avril 1967.
Elle a été reprise par de nombreux artistes, notamment par Percy Sledge en 1967, The Flying Burrito Brothers en 1969 en musique, Clarence Carter la même année sous le titre Making Love (At the Dark End of the Street), Aretha Franklin en 1970, Linda Ronstadt en 1974,,. Elle est également interprétée dans le film d'Alan Parker Les Commitments sorti en 1991.
En 2016, la version originale de James Carr reçoit le Grammy Hall of Fame Award.

## Classements hebdomadaires
| Classement (1967)                      | Meilleure place |
| -------------------------------------- | --------------- |
| États-Unis (Billboard Hot 100)         | 77              |
| États-Unis (Hot Rhythm & Blus Singles) | 10              |